# Broșare

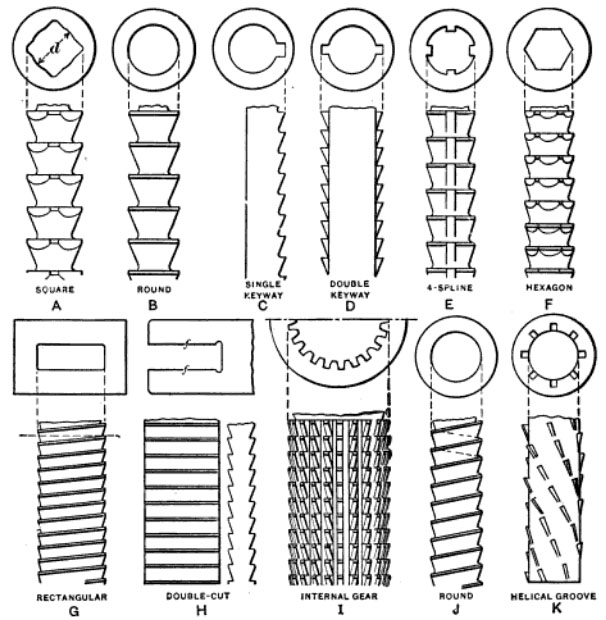
Dferite tipuri de broșe

Broșarea este un  procedeu de așchiere cu o broșă, care este o sculă așchietoare cu mai mulți dinți, așezați succesiv după înălțime crescătoare, între care există o supraînălțare pe dinte, egală cu grosimea așchiei ce va fi înlăturată de fiecare dinte. Supraînălțarea pe dinte este perpendiculară pe direcția vitezei de așchiere și constituie avansul pe dinte, care înlocuește o mișcare de avans.  Mișcarea de așchiere este rectilinie, iar în cazuri speciale - elicoidală sau circulară.
Broșarea poate realiza o productivitate înaltă, deoarece la o cursă a broșei este îndepărtat întregul adaos de prelucrare, în așchiere fiind angajați simultan mai mulți dinți succesivi. După criteriul productivității prelucrării prin așchiere, broșarea se situează pe primul loc, în comparație cu celelalte procedee de prelucrare; de exemplu, broșarea găurilor este de 10...25 ori mai productivă decât prelucrarea cu alezor. Se obțin suprafețe cu rugozități reduse, Ra = 0,2...0,8 μm, și precizii ridicate, cu respectarea unor toleranțe IT7...IT8, uneori chiar până la IT10.
Aceste scule așchietoare pot fi folosite numai la producții în serii mari și în masă, din cauza costului mare al sculei și pe de altă parte, având în vedere că o broșă de o dimensiune dată poate fi folosită pentru o singură secțiune transversală a așchiei nedeformate. Broșarea se execută aproape totdeauna în prezența lichidelor de așchiere, pentru a garanta transportul așchiilor din zona de așchiere, precum și pentru efectul lor lubrifiant.

## Procedee de broșare
Se deosebesc următoarele procedee de broșare:
- broșare plană;
- broșare circulară;
- broșare elicoidală;
- broșare profilurilor;
- broșarea formelor.[3]

Se mai disting și broșarea interioară, precum  și broșarea exterioară, procedee pentru care s-au dezvoltat mașini-unelte diferite și broșe de construcții diferite. La broșarea interioară,  broșa este trasă/împinsă  prin gaura găurită în prealabil la un diametru corespunzător, sau profilată cu un profil hexagonal, pătrat etc., lăsând un adaos de prelucrare convenabil pentru broșare. La broșarea exterioară, la care se folosesc așa-numitele broșe plane, scula așchietoare este trasă/împinsă în lungul suprafeței exterioare a piesei de prelucrat. Conturul final al suprafețelor este generat, de obicei, într-o singură cursă de lucru.
Pentru broșarea oțelurilor necălite, frecvent se folosesc broșe din oțel rapid, înbro;at.să pentru materiale de prelucrat cu duritatea sub HRC 35. La producția de serie mare a pieselor din fontă cenușie sau a pieselor din oțeluri călite, ca materiale pentru broșe sunt utilizate carburi metalice sau nitrură cubică de bor. Vitezele de așchiere la broșarea oțelurilor sunt în domeniul v= 1...30 m/min și sunt limitate de viteza maximă a cursei de lucru, realizabilă pe mașina de broșat.

### Broșarea plană
Broșele sunt scule așchietoare prevăzute cu dinți de degroșare, dinți de finisare și dinți de calibrare. Acești dinți diferă în privința avansului pe dinte (supraînălțare). Pentru dinții de degroșare avansul pe dinte fz = 0,1...0,25 mm, în funcție de piesa de prelucrat, pentru dinții de finisare fz = 0,0015...0,04 mm, iar pentru dinții de calibrare supraînălțarea este egală cu zero.
Parametrii procesului de broșare și construcția broșei sunt influențate de schema de așchiere prin care se înțelege modul de repartizare a adaosului de prelucrare între diferiții dinți ai broșei.
În practica industrială se folosesc schema de broșare după profil  și schema de broșare progresivă. Broșarea după profil se caracterizează prin faptul că dinții broșei au în secțiunea transversală un profil similar cu profilul transversal al suprafeței prelucrate, iar supraînălțarea pe dinte are direcție normală pe suprafața de prelucrat. În acest caz, adaosul de prelucrare trebuie să fie relativ mic și este îndepărtat treptat, sub forma unor straturi profilate. Dezavantajul broșei după profil este că uzura dinților broșei este neuniformă, primii dinți uzându-se mai mult decât ceilalți. Pentru a obține ruperea așchiilor, dinții așchietori se prevăd cu canale pentru fragmentarea așchiilor.
Pentru uniformizarea relativă a forțelor de așchiere dinții broșei se execută înclinați cu unghiul λ, asigurându-se variații minime ale forței de așchiere totale. Valorile unghiului λ se aleg până la 5...100.
Broșarea progresivă se caracterizează prin faptul că materialul este detașat nu pe straturi corespunzătoare întregului profil, ci fiecare dinte așchiază numai o parte din lățimea profilului, astfel încât lățimea totală a profilului este împărțită pe mai mulți dinți așchietori (grupe de câte 2 - 3 dinți). Numai dinții de calibrare curăță suprafața pe întreaga lățime. Avansul pe dinte se realizează pe o direcție perpendiculară pe direcția adaosului de prelucrare maxim. Broșele progresive au un număr mic de dinți, însă execuția lor este mai dificilă.
Broșarea  suprafețelor plane prin schema de broșare progresivă a dat cele mai bune rezultate la piesele din fontă chiar în stare brut turnată, fără o prelucrare inițială.
Mașinile-unelte pentru broșare plană sunt mașini verticale, orizontale sau speciale.

### Broșarea profilurilor
În categoria variantelor de broșare interioară a profilurilor se încadrează broșarea danturilor interioare în evolventă — un proces important datorită performanțelor ridicate ale așchierii și calității superioare a suprafeței obținute. Exemple de aplicare sunt: roți cu dantură interioară pentru transmisii automate, manșoane culisante, piese cu butuc canelat interior, hexagon interior, pătrat interior și poligoane interioare. De asemenea se broșează profiluri exterioare.
În cazul broșării danturilor interioare, toate golurile dintre dinții piesei sunt prelucrate simultan, la o singură cursă de lucru, iar calitatea danturii broșate depinde de precizia broșei. Pentru diametre interioare până la 150 mm se folosesc broșe dintr-o bucată (monobloc). 
Broșarea preliminară și broșarea de finisare pot fi executate fie pe o singură mașină  într-o singură fixare a piesei  (broșa de finisare este atașată la scula de broșare preliminară) sau se execută în două fixări ale piesei, cu două broșe separate. Broșarea preliminară și broșarea de finisare pot fi împărțite pe două mașini de broșat separate, pentru a exclude influența reciprocă a proceselor de prelucrare și pentru a garanta o calitate îmbunătățită.
Broșarea „tubulară” (engleză pot broaching) este utilizată pentru broșarea profilurilor exterioare  ale suprafețelor închise.
Scula constă dintr-un corp tubular pe care sunt aplicați segmenți de broșare, coaxiali pe toată lungimea. Mișcarea principală de așchiere, rectilinie, este executată de sculă, ca la broșarea convențională. În altă variantă a acestui proces, piesa de prelucrat efectuează cursa de lucru, fiind împinsă sau trasă prin interiorul broșei „tubulare” care este staționară. Piesa de prelucrat este presată de scula de broșare astfel încât toate contururile ce trebuie obținute pe periferia piesei de prelucrat sunt generate într-o singură cursă de lucru.
Alt domeniu important de aplicare a broșării profilurilor exterioare este uzinarea profilelor canalelor  „în con de brad” pentru montarea paletelor pe periferia discurilor de turbină. În acest scop, fiecare profil „în con de brad” este broșat separat, apoi discul de turbină este rotit cu un pas, în mod intermitent.

### Broșarea formelor
După clasificarea din standardul german DIN 8589e, procedeul  de broșare cilindrică exterioară cu o broșă cu mai mulți dinți, scula având mișcare alternativă rectilinie, precum și procedeul de broșare cilindrică exterioară cu scula în mișcare de rotație  sunt incluse în subgrupa broșărilor denumită broșarea formelor(germană Formräumen).
Procedeul de broșare cilindrică exterioară cu broșa în mișcare alternativă rectilinie este o combinație a strunjirii cilidrice exterioare cu broșarea. Prin înlocuirea sculei de strunjire cu o broșă cu dinți multipli, se combină avantajele strunjirii (proces continuu) cu cele ale broșării (sculă cu dinți multipli).  Din cauza sculei complexe și a timpilor de prelucrare foarte mici, această variantă este în special convenabilă pentru producția în serii mari și în masă. Se aplică, de exemplu,  pentru finisarea fusurilor pentru lagăre paliere ale arborilor cotiți.
Broșarea cilindrică exterioară cu scula în rotație  este realizată cu piesa în rotație și cu o mișcare de avans de translație a sculei de broșare. Direcția activă a avansului are loc perpendicular pe axa de rotație a piesei de prelucrat și tangențial la suprafața care se prelucrează. (Fritz Klocke, 2011, p. 452, ref. 2). Viteza de așchiere este creată de mișcarea de rotație a piesei. Domeniul preferat de aplicație este prelucrarea fusurilor paliere și a manetoanelor la arbori cotiți. Pot fi broșate simultan mai multe fusuri paliere, prin angajarea simultană a mai multor scule de broșare, aranjate adiacent pe mașina-unealtă specială.
În broșarea cilindrică exterioară cu scula în rotație, așchierea tangențială se obține prin mișcarea de rotație a sculei, cu mișcarea de avans circular al sculei rotative. Tăișurile individuale ale dinților sunt decalate în lungul periferiei sculei cu valoarea avansului pe dinte.

### Broșarea elicoidală
Pentru broșarea găurilor adânci, cu D < 10...15 mm și L > 100 mm, în vederea eliminării așchiilor, se utilizează broșe cu canale elicoidale. Broșa execută o mișcare rectilinie și una de rotație.
Pentru executarea alezajelor cu canale elicoidale se folosesc broșe speciale, la care dinții broșei sunt dispuși în șiruri elicoidale, broșa, respectiv piesa având o mișcare de rotație. Forța de așchiere crește cu 60%, datorită frecărilor care intervin.

## Legături externe
- en Cutting forces on Broaching Arhivat în 27 februarie 2012, la Wayback Machine.
- en How To Rotary Broach Video
- en Commercial video of Rotary Broaching
- en Demonstration using hand operated press
- en How Broaching Machines Work Arhivat în 15 iulie 2019, la Wayback Machine.